# 衛生福利部澎湖醫院
衛生福利部澎湖醫院，簡稱澎湖醫院、部澎，舊稱署澎、俗稱大病院。台灣澎湖縣馬公市的公立醫院，前身為創辦於台灣日治時期明治29年（1896年）的澎湖島病院，是澎湖第一座引進現代化醫療技術的醫院。:78

## 歷史

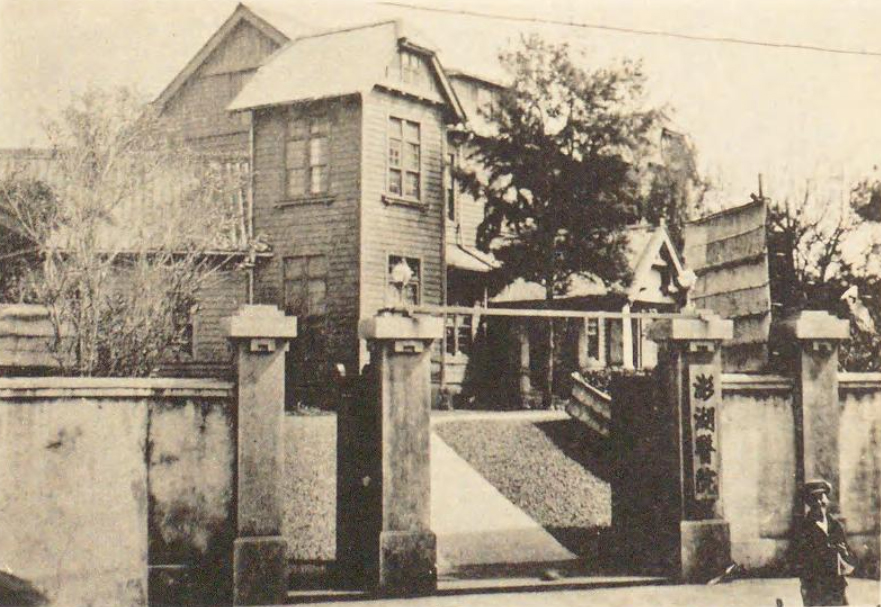
日治時期的澎湖醫院外觀

### 日治時期
公元1895年（光緒21年、明治28年），大清帝國於前一年甲午戰爭失利，便和日本帝國簽署〈馬關條約〉，澎湖因此隨福建臺灣省被割讓予日本。日本政府在澎湖設「澎湖廳」:98-100，當時因澎湖人口多集中在媽宮城（舊媽宮社，分有東甲、北甲和南甲）內，街道狹隘曲折，屋舍未經規劃，通風不良且擁擠不堪，家家戶戶常擅自放養雞、豬於街坊奔走，民眾公共衛生觀念普遍低落，隨意便溺、吐痰狀況屢見不鮮，故衛生條件十分低劣，非常容易孳生傳染病。:76
明治29年（1896年）間，澎湖廳方除了制定各項衛生規範，除企圖移風易俗之外，尚徵用媽宮城東南隅的提標館和海壇館（皆為班兵廟館）作為醫院，設內、外科，此即「澎湖島病院」雛形，為澎湖第一座西式醫院。:38、73
澎湖島病院亦開辦公醫制度，於澎湖十三澳、包括偏遠區域皆派遣一名公醫進駐。當時澎湖島病院除了提供醫療服務之外，也肩負起對民眾進行衛生宣導的任務:78。明治31年（1898年），澎湖島病院改隸臺灣總督府，轉稱府立澎湖醫院。
明治30年（1897年），當時澎湖進駐大量日本軍隊，同時也帶來不少經營特種行業的日本娼妓或藝妓。為了防止性病傳播，澎湖廳特地設立「驅梅院」，提供各種健康檢查。明治34年（1901年），澎湖廳方為預防媽宮傳染病擴散，於媽宮城外的火燒坪鬼仔山處設立「避院所」（今馬公市光明里一帶），專門收容傳染病患者。明治36年（1903年），日本陸軍在媽宮城牆外側設立「衛戍醫院」（毀於1945年的澎湖空襲）。海軍也在媽宮要港部（今案山里）設立「海軍病院」。綜觀澎湖日治時期的醫療設施，可謂十分周全。:78

### 民國時期
昭和20年（1945年），大日本帝國在第二次世界大戰中戰敗，中華民國國民政府接收台灣、澎湖，同年11月接收澎湖醫院，醫院改為臺灣省立澎湖醫院，首任院長林道。
民國47年（1958年）7月，澎湖醫院進行改建，原本的木造院舍全數拆除，以鋼筋混凝土、水泥空心磚等建材重建，民國48年（1959年）6月4日竣工，院內設備多由美援補助。民國76年（1987年），澎湖醫院增建二樓病房，並於翌年二月完工啟用。
民國86年（1997年），臺灣實行「精省」，澎湖醫院遂於民國88年（1999年）7月1日起改隸行政院衛生署，後改名為「行政院衛生署澎湖醫院」，簡稱「署澎」。民國102年（2013年），行政院衛生署升格成衛生福利部，復更名為「衛生福利部澎湖醫院」。

## 部門
澎湖醫院設有醫療部、醫事部、行政部和護理部。醫療部下設共同照護中心，另設15科，分別是內科、外科、婦產科、耳鼻喉科、牙科、精神科、放射診斷科、復健科、急診醫學科、皮膚科、家庭醫學科、眼科、骨科、麻醉科、小兒科。

## 其他
澎湖醫院亦附設有護理之家，本部位於馬公市市中心，大眾運輸便捷，院舍佔地面積約一甲，精神科病房於安宅院區，約佔地兩千餘坪，兩院合計總床數依衛生局核可床數為233床。

## 歷史建築
澎湖醫院之「舊門廳」與「防空洞」，皆被指定為中華民國歷史建築：
- 舊門廳：初建於明治29年（1896年），為立面呈半圓形構造、外牆貼磁磚的西洋風格二層樓房，修建於民國47年（1958年）。但今保存門廳為民國77年（1988年）建物。
- 防空壕：初建於昭和15年（1940年），為軍防及醫療所需而築建防空壕，防空壕內有傳聲孔、通氣孔、病床、告示牌，可做為臨時醫療中心，亦於民國47年（1958年）間修建。

## 外部連結
- 衛生福利部澎湖醫院 （页面存档备份，存于）
- 澎湖醫院的Facebook專頁